# Strangospora
Strangospora är ett släkte av lavar. Strangospora ingår i ordningen Lecanorales, klassen Lecanoromycetes, divisionen sporsäcksvampar och riket svampar.
|              | Sarrameanaceae |
|              | |
|              | Hymeneliaceae |
|              | |
|              | Brigantiaeaceae |
|              | |
|              | Arctomiaceae |
|              | |
|              | Stereocaulaceae |
|              | |
|              | Sphaerophoraceae |
|              | |
|              | Scoliciosporaceae |
|              | |
|              | Ramalinaceae |
|              | |
|              | Psoraceae |
|              | |
|              | Pilocarpaceae |
|              | |
|              | Parmeliaceae |
|              | |
|              | Mycoblastaceae |
|              | |
|              | Miltideaceae |
|              | |
|              | Megalariaceae |
|              | |
|              | Lecanoraceae |
|              | |
|              | Haematommataceae |
|              | |
|              | Gypsoplacaceae |
|              | |
|              | Cladoniaceae |
|              | |
|              | Catillariaceae |
|              | |
|              | Biatorellaceae |
|              | |
|              | Ectolechiaceae |
|              | |
|              | Dactylosporaceae |
|              | |
|              | Crocyniaceae |
|              | |
|              | Calycidiaceae |
|              | |
|              | Tephromelataceae |
|              | |
|              | Aphanopsidaceae |
|              | |
|              | Myochroidea |
|              | |
| Strangospora | \| \| Strangospora deplanata \| \| \| \| \| \| Strangospora microhaema \| \| \| \| \| \| Strangospora moriformis \| \| \| \| \| \| Strangospora pinicola \| \| \| \| |
|              | \| \| Strangospora deplanata \| \| \| \| \| \| Strangospora microhaema \| \| \| \| \| \| Strangospora moriformis \| \| \| \| \| \| Strangospora pinicola \| \| \| \| |
|              | Strangospora deplanata |
|              | |
|              | Strangospora microhaema |
|              | |
|              | Strangospora moriformis |
|              | |
|              | Strangospora pinicola |
|              | |

|  | Strangospora deplanata  |
|  |                         |
|  | Strangospora microhaema |
|  |                         |
|  | Strangospora moriformis |
|  |                         |
|  | Strangospora pinicola   |
|  |                         |